# 슈퍼컨티넨털

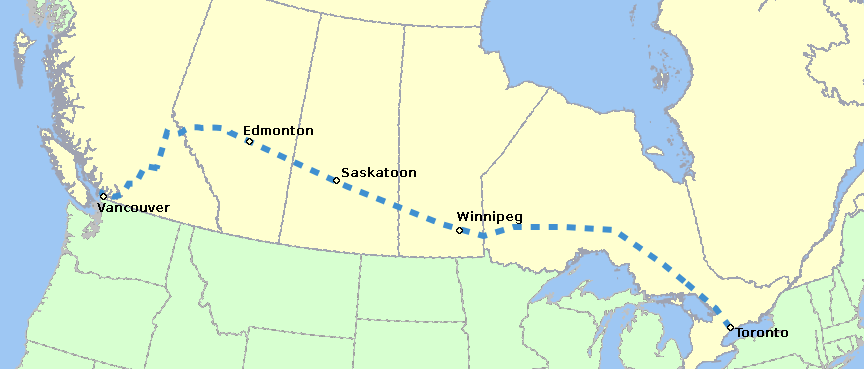

슈퍼컨티넨털(영어: SuperContinental)은 1955년에 캐나다 내셔널 철도가 신설해 1977년에 VIA 철도에 매각되어 1981년까지 운행 했다가 1985년에 재개통된 장거리 열차로 1990년 1월 15일 정부의 보조삭감을 통해 없어진 열차로 폐지 후 캐나디안은 이 열차가 사용하던 경로로 옮겨지게 되었다. 캐나다 내셔널 철도가 운행할 당시 새스커툰, 에드먼턴을 경유했다.

## 역사

### 제2차 세계대전이후캐나다 내셔널 철도의 여객 운송
제2차 세계대전이 끝나면서 캐나다 내셔널 철도의 객차는 현대화를 위해 1946년부터 1950년까지 75대의 신형 객차를 도입했다. 하지만 제2차 세계대전 이후 예산 부족으로 캐나다 내셔널 철도가 저렴하게 구매 가능한 차량의 수도 한정되면서 차량 제조사에서 노후화된 객차 개조 계획을 실시했다. 이후 211대의 객차가 리모델링이 되었다. 하지만 리모델링 차량만 경쟁력을 유지하는데 한계가 있어서 1952년에 신형 객차를 주문하게 되었다. 총 218량의 좌석 차량과 92량의 침대차, 20량의 식당차 17량의 오토케리어 12량의 식당 및 침대차를 도입했다.

### 운행 개시
신조 차량은 1954년까지 도입했으나 캐나다 내셔널 철도는 기존의 간판 열차인 컨티넨털 리미티드(영어: Continental Limited)가 폐지되면서 1955년 4월 24일에 개통되었다. 경쟁사인 캐나다 태평양 철도가 합리화를 위해 캐나디안을 개통했다. 한편 캐나다 내셔널 철도는 경제성 문제로 슈퍼돔 발주를 취소했다. 1960년에 증기 기관차가 현역에서 모두 퇴역하면서 디젤 기관차로 교체되었다. 1964년 캐나다 내셔널 철도는 미국에서 중고 오토케리어를 도입하면서 에드먼턴과 밴쿠버간 도입이 되었다.

### 여객 열차의 쇠퇴
1960년대에 건설된 캐나다 횡단도로를 자동차에 이어 항공기가 발달하면서 캐나다의 여객 열차는 쇠락하기 시작되었다. 하지만 경쟁사인 캐나다 태평양 철도가 캐나디안 운행을 포기하면서 캐나다 내셔널 철도는 적극적으로 열차 운행을 임했다. 로키산맥을 관통하는 노선이 더 경치가 좋다는 세간의 인식을 변화하기 위해 밀워키 철도가 운행했던 올림피안 히아와타(영어: Olympian Hiawatha)에서 운행했던 6량의 슈퍼돔을 1964년에 중고로 도입했다. 하지만 이런 노력에 불구하고 1970년대에 여객 수는 나날이 줄어들면서 운영 손실을 내고 있었다.

### VIA 철도의 출범과 1차 폐지
VIA 철도는 1978년 4월에 설립된 캐나다의 국영 기업이자 철도 기업으로 캐나다 내셔널 철도가 운행했던 노선을 인수했다. 같은 해 10월에 캐나다 태평양 철도의 캐나디안도 인수하면서 대륙 횡단 열차는 2개의 노선을 소유하게 되었다. 한편 열차 체계 개편을 실시하면서 캐나디안이 토론토 ~ 밴쿠버 구간을 이 열차는 몬트리올 ~ 밴쿠버 구간을 운행했다.
캐나디안이 VIA 철도의 최상급 대륙 횡단 열차로 자리 매김과 함께 마케팅 효과와 및 휘발유 가격 상승으로 인한 인플레이션 진행의 결과, 1980년대 초반에 이용객이 증가하기도 했다. 그러나 1981년 피에르 트뤼도 정부가 VIA 철도의 운행 거리 예산을 20% 삭감하면서 이 열차는 사실상 폐지되고 말았다.
1984년에 열린 선거에서 캐나다 진보 보수당이 승리하면서 브라이언 멀로니 집권과 동시에 1985년 6월에 다시 개통되었다. 하지만 이 열차는 과거와 달리 위니펙까지 운행했다. 토론토, 몬트리올에서 서드베리 구간이 폐지되면서 서드베리에서 가까운 도시인 케이프트리올에서 위니펙까지 1주일에 3개의 열차가 운행했다. 이 기간에 EMD F40PH 디젤 기관차가 도입했다.

### 최종 폐지
1980년대 말에 캐나다 정부는 예산 지원이 어려워지면서 1989년 예산 삭감은 VIA 철도에게 큰 타격을 입었다. 1990년 1월 14일에 마지막 열차가 위니펙과 밴쿠버를 출발했고 이 열차는 완전히 폐지되었다. 현재는 캐나디안 열차가 과거 운행 했던 구간을 계승했다.

## 사건 및 사고
- 1986년 2월 8일 동쪽으로 향하던 열차가 앨버타주 힌턴에서 캐나다 내셔널 철도 소속 화물 열차와 충돌하면서 23명이 사망했다. 이 사고로 캐나다 철도 사고의 역사상 최악의 참사로 기록되었다.

## 참고 문헌
- Classic Trains, Spring 2005, Kalmbach Publishing, ISSN 1527-0718 pg. 67